# Mario Faubert
Mario Faubert (* 2. Dezember 1954 in Salaberry-de-Valleyfield, Québec) ist ein ehemaliger kanadischer Eishockeyspieler und Politiker, der im Verlauf seiner aktiven Karriere zwischen 1972 und 1981 unter anderem 241 Spiele für die Pittsburgh Penguins in der National Hockey League (NHL) auf der Position des Verteidigers bestritten hat.

## Karriere
Faubert spielte bis zu seinem 18. Lebensjahr im Sommer 1972 in seiner Heimatprovinz Québec, entschied sich im Sommer zuvor aber gegen einen Wechsel zu den Canadien junior de Montréal in die Ontario Hockey Association (OHA), damit er später auch am College spielberechtigt war. Zum Schuljahr 1972/73 wechselte der Verteidiger schließlich zur Fortsetzung seiner akademischen Ausbildung in die Vereinigten Staaten, wo er ein Studium an der Saint Louis University begann. Parallel dazu lief er in den folgenden beiden Jahren zwischen 1972 und 1974 für das Eishockeyteam der Universität auf. Mit den Billikens lief er in der Central Collegiate Hockey Association (CCHA), einer Division im Spielbetrieb der National Collegiate Athletic Association (NCAA). Nachdem Faubert am Ende der Saison 1973/74 sowohl ins Second All-Star Team als auch All-Tournament Team der CCHA berufen worden war, wurde er im NHL Amateur Draft 1974 in der vierten Runde an 62. Stelle von den Pittsburgh Penguins aus der National Hockey League (NHL) ausgewählt. Ebenso wurde er im WHA Amateur Draft 1974 in der achten Runde an 109. Position von den Vancouver Blazers aus der zu dieser Zeit mit der NHL konkurrierenden World Hockey Association (WHA) gedraftet.
Zur Spielzeit 1974/75 wechselte der Franko-Kanadier in den Profibereich und in die Organisation der Pittsburgh Penguins. In seinen ersten drei Profijahren pendelte der Abwehrspieler zwischen dem NHL-Kader der Penguins und dem des Farmteams Hershey Bears aus der American Hockey League (AHL). Anschließend verpasste Faubert große Teile der Saison 1977/78 aufgrund einer schweren Bänderverletzung am Knie und lief nach seiner Genesung im Spieljahr 1978/79 ausschließlich in der AHL für Pittsburghs neuen Kooperationspartner Binghamton Dusters auf. Erst in der Saison 1979/80 gelang ihm in seinem fünften Profijahr die Etablierung im Aufgebot der Penguins und kam auf 49 Einsätze. In der Spielzeit 1980/81 bestritt Faubert an der Seite von Randy Carlyle, der die James Norris Memorial Trophy gewann, seine mit Abstand beste Saison, als er in 72 Spielen insgesamt 52 Scorerpunkte sammelte. Der Aufstieg des 26-Jährigen wurde in der folgenden Saison jedoch jäh gebremst, als er sich bei einem Spiel gegen die St. Louis Blues Mitte November 1981 bei einer Kollision mit Mike Crombeen einen komplizierten Schien- und Wadenbeinbruch zuzog, der eine Fortsetzung seiner Karriere nicht zuließ und er sich daraufhin vom Profisport zurückzog.
Lange nach seinem sportlichen Karriereende schlug Faubert eine Karriere als Kommunalpolitiker ein. Im Februar 2003 wurde er von der Parti libéral du Québec (PLQ) als Kandidat für den Wahlbezirk in der Grafschaftsgemeinde Beauharnois-Salaberry vorgeschlagen. Letztlich verlor er die Wahl aber gegen den Kandidaten von der Parti Québécois (PQ).

## Erfolge und Auszeichnungen
- 1974 CCHA Second All-Star Team
- 1974 CCHA All-Tournament Team

## Karrierestatistik
(Legende zur Spielerstatistik: Sp oder GP = absolvierte Spiele; T oder G = erzielte Tore; V oder A = erzielte Assists; Pkt oder Pts = erzielte Scorerpunkte; SM oder PIM = erhaltene Strafminuten; +/− = Plus/Minus-Bilanz; PP = erzielte Überzahltore; SH = erzielte Unterzahltore; GW = erzielte Siegtore; 1 Play-downs/Relegation; Kursiv: Statistik nicht vollständig)